# Onthophagus kinhthaicus
Onthophagus kinhthaicus är en skalbaggsart som beskrevs av Kabakov 1998. Onthophagus kinhthaicus ingår i släktet Onthophagus och familjen bladhorningar. Inga underarter finns listade i Catalogue of Life.